# Rue Peyras
Pour les articles homonymes, voir Peyras.
La rue Peyras (en occitan : carrièra Peiras) est une voie de Toulouse, chef-lieu de la région Occitanie, dans le Midi de la France.

## Situation et accès

### Description
La rue Peyras est une voie publique. Elle se trouve au cœur du quartier du Capitole.
Elle débute au carrefour connu au Moyen Âge comme les « Quatre coins des Changes », au croisement des rues des Changes et Saint-Rome, et de la rue Temponières, qu'elle prolonge. Longue de seulement 113 mètres, sa largeur est de 4 à 8 mètres. Elle donne naissance à la rue des Puits-Clos, puis se termine au croisement des rues Baronie et des Tourneurs. Elle est prolongée vers l'est par les rues Genty-Magre, Antonin-Mercié et Cantegril.
La rue Peyras est définie, sur toute sa longueur, comme une rue piétonne. La chaussée ne compte qu'une seule voie de circulation automobile en sens unique, de la rue Temponières vers la rue Genty-Magre. La circulation y est réglementée et la vitesse limitée à 6 km/h. Il n'existe pas de bande, ni de piste cyclable, quoiqu'elle soit à double-sens cyclable.

### Voies rencontrées
La rue Peyras rencontre les voies suivantes, dans l'ordre des numéros croissants (« g » indique que la rue se situe à gauche, « d » à droite) :
1. Rue Saint-Rome (g) ;
2. Rue des Changes (d) ;
3. Rue des Puits-Clos (g) ;
4. Rue Baronie (g) ;
5. Rue des Tourneurs (d).

### Transports
La rue Peyras n'est pas directement desservie par les transports en commun Tisséo. Elle se trouve cependant à proximité de la place Étienne-Esquirol où débouche la station Esquirol, sur la ligne de métro , et où sont les arrêts de la ligne de bus 44.
Les stations de vélos en libre-service VélôToulouse les plus proches sont les stations no 10 (15 place Étienne-Esquirol) et no 25 (1 rue des Tourneurs).

## Odonymie
Dès le Moyen Âge, au début du XIIIe siècle au moins, la rue Peyras est déjà connue sous ce nom. Celui-ci renvoie peut-être à une pierre (peira en occitan), mais la cause en est obscure. D'ailleurs, Pierre Salies, s'il n'apporte pas d'explication définitive à l'origine du nom de la rue Peyras, souligne que dans les textes latins les plus anciens elle est désignée comme la carraria Payranis ou de Payranis (1295), et non Peyranis : la déformation ne permettrait donc pas de comprendre le sens originel. Jean Coppolani, quant à lui, fait l'hypothèse d'un habitant notable, mais non identifié, au Moyen Âge.
Ce nom lui était d'ailleurs commun aux rues qui la prolongent à l'est, les rues Genty-Magre et Antonin-Mercié. Au XVIIe siècle, elles prennent ensemble le nom du couvent voisin des Augustins, car elles le bordaient au nord, et furent connues ensemble comme la rue des Augustins ou des Grands-Augustins,. En 1794, pendant la Révolution française, lorsque toutes les rues de Toulouse reçurent des appellations révolutionnaires, la longue rue Peyras reçoit le nom de rue du Musée, car le Musée du Midi de la République, créé en 1793, avait été installé dans l'église du couvent des Augustins (actuelle rue Antonin-Mercié). Cette appellation n'est cependant conservée qu'à la partie orientale de la rue, tandis que la partie occidentale reprend le vieux nom de Peyras,.

## Histoire

### Moyen Âge et période moderne
Au Moyen Âge, la rue Peyras appartient au capitoulat de la Pierre. Elle est une partie d'une des principales voies qui traversent la ville d'est en ouest. Cette voie, qui passe par les rues de la Daurade, des Drapiers (actuelle rue Jacques-Cujas), Temponières, Peyras, Cantegril et Boulbonne, relie les ponts qui traversent la Garonne, pont de la Daurade ou Pont Vieux, à l'ouest, à la porte Saint-Étienne, qui forme la principale porte à l'est de la ville. À l'ouest, la route se prolonge vers la Gascogne et l'Espagne ; à l'est, la route mène à Castres, et après la Montagne Noire, à Béziers et au Bas-Languedoc. La rue Peyras est donc une des plus fréquentées de la cité par les voyageurs et les marchands, surtout qu'elle bénéficie de la proximité du marché de la Pierre sur la place de la Pierre-Saint-Géraud (actuelle place Étienne-Esquirol). Sur tout son parcours s'établissent de nombreuses auberges pour retenir les voyageurs au passage. On y trouve l'hôtellerie Saint-Jean (actuel no 13) et le Logis des Trois Rois (actuel no 18) tenu par un certain Arnaud Guilhem de la Bordière à la fin du XVe siècle. C'est la famille des Prohenques qui est la plus connue des familles qui tiennent ces auberges : ils possèdent par exemple l'hôtellerie du Château de Milan (actuel no 3 rue Genty-Magre). C'est un certain Pierre Prohenques, fils du capitoul du même nom, qui tient l'hôtellerie Saint-Jean au milieu du XVIe siècle.
Les incendies de février 1408, du 7 mai 1463 et du 20 mars 1523 provoquent d'importantes destructions dans le quartier de la rue Peyras. La rue, très populeuse, conserve cependant une population très mélangée, de marchands, d'hommes de loi, avocats et notaires, ou encore des docteurs et de chirurgiens. Malgré les interdictions répétées des capitouls, on élève encore des maisons en corondages (actuels no 1, 3, 6 et 7). Au XVIIe siècle, plusieurs familles importantes y font construire leurs hôtels, dont les plus remarquables sont l'hôtel de Joseph Druilhet (actuel no 14) et l'hôtel de l'avocat au parlement Paul de Tiffy (actuel no 13).

### Époque contemporaine
Au milieu du XIXe siècle, quelques travaux d'élargissement de la rue sont engagés, sur le modèle de ceux qui ont été réalisés pour la rue Temponières, considérablement élargie et aérée. La reconstruction de l'hôtel Sipière (actuels no 22 et 24), puis de l'immeuble qui lui fait face (actuel no 17), permettent de porter la largeur de la rue à 8 mètres. À l'entrée de la rue, la vieille maison des Prohenques cède la place à un immeuble de style néo-classique (actuel no 2). Ces quelques réalisations restent cependant isolées, les efforts de la municipalité se portant plutôt, dans la deuxième moitié du XIXe siècle, sur le projet de percement plus au sud d'une nouvelle rue Transversale, future rue de Metz, entre 1869 et 1871.

## Patrimoine et lieux d'intérêt

### Hôtels particuliers
- no  13 : hôtel Tiffy-Duclos de Bouillas. 
Vers 1670, l'avocat au parlement Paul de Tiffy, capitoul en 1673-1674, achète plusieurs immeubles qu'il réunit pour bâtir un hôtel particulier. En 1696, l'hôtel est revendu par sa veuve à Pierre Colomès, capitoul en 1687-1688. Il reste dans cette famille jusqu'en 1746, date à laquelle il est acheté à Joseph Colomès de Laréole par Barthélémy Duclos, baron de Laas. Son frère, Joseph Duclos de Bouillas, acquiert la moitié de l'hôtel après 1759 et réalise plusieurs campagnes de travaux. 
L'édifice de style classique occupe presque tout l'îlot entre les rues Peyras, des Puits-Clos et du Puits-Vert. Il se compose de plusieurs corps de bâtiment autour d'une cour carrée. La longue façade symétrique de neuf travées sur la rue Peyras se développe sur cinq niveaux avec sous-sol, rez-de-chaussée surélevé, deux étages et niveau de combles. Le portail, bâti en briques et pierres alternées, est voûté en plein cintre et surmonté d'une corniche moulurée. Les différents niveaux de la façade sont séparés par un double cordon de brique. Les fenêtres sont rectangulaires et reposent sur une assise en forme de table. La fenêtre centrale est ornée d'un fronton triangulaire. Un toit à longs pans brisés éclairé par des lucarnes couvre l'ensemble. Le portail ouvre sur un passage couvert qui mène à la cour centrale. Sur la façade du bâtiment au nord, la corniche est ornée de trois têtes de lion en pierre, anciennes gargouilles du XVIe siècle[9],[10].

- no  14 : hôtel Druilhet. 
En 1666, François-Joseph Druilhet prend possession de l'immeuble de son père, Alexis Druilhet, conseiller du roi et premier président à Bordeaux, et il y fait construire son hôtel particulier à une date entre 1666 et 1679[11],[12].

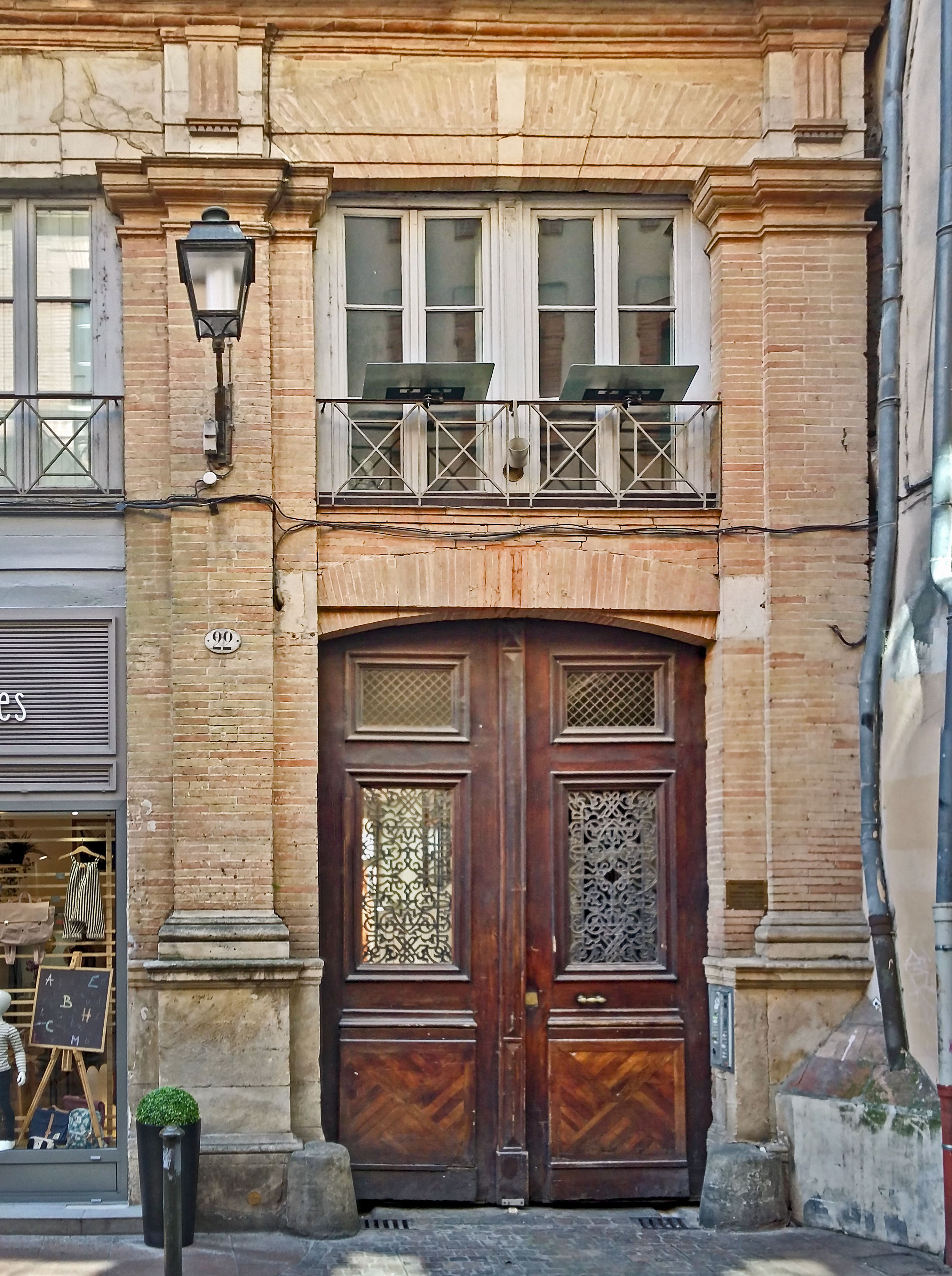
no 22 : façade de l'hôtel Desplats-Sipière.

- no  22 : hôtel Desplats-Sipière.  Inscrit MH (1925, façade sur l'impasse Saint-Géraud ; façades et toitures sur rue et sur cour ; porche, vestibule, escalier et sa cage ; caves et appartements décorés du premier étage)[13]. 
Un hôtel particulier est construit entre 1621 et 1622, ouvrant sur la rue des Tourneurs (actuels no 45-47) et l'impasse Saint-Géraud, pour Jean-Baptiste Desplats, président à mortier au parlement et seigneur de Gragnague. Il passe ensuite à la famille de Caulet jusqu'en 1740, date à laquelle il est acheté par Samuel Aymar, conseiller au parlement et seigneur de Palaminy. Au milieu du XIXe siècle, l'hôtel Desplats est englobé dans un édifice construit sur les plans de l'architecte Louis Delor de Masbou pour M. Sipière. 
La façade sur la rue Peyras, élevée en 1848, reprend le style de celle qui est élevée sur la rue des Tourneurs, même si elle n'en a pas la monumentalité. La façade, bâtie en brique claire, s'élève sur cinq niveaux. Le rez-de-chaussée et l'entresol sont réunis par des pilastres colossaux à chapiteaux doriques qui supportent un entablement surmonté d'une large corniche moulurée. Aux deux premiers étages, les travées sont éclairées par des fenêtres rectangulaires au chambranle mouluré : celles du 1er étage sont surmontées de corniches et ont des garde-corps en fer forgé où prend place le monogramme de M. Sipière. Le 2e étage est couronné par une corniche à modillons, qui le sépare d'un dernier niveau de combles. La porte cochère qui s'ouvre dans la travée de droite donne accès à un passage couvert qui mène à une cour intérieure, qui correspond à la seconde cour de l'ancien hôtel Desplats. Elle conserve une façade de style Renaissance rythmée par des pilastres[14].

### Immeubles

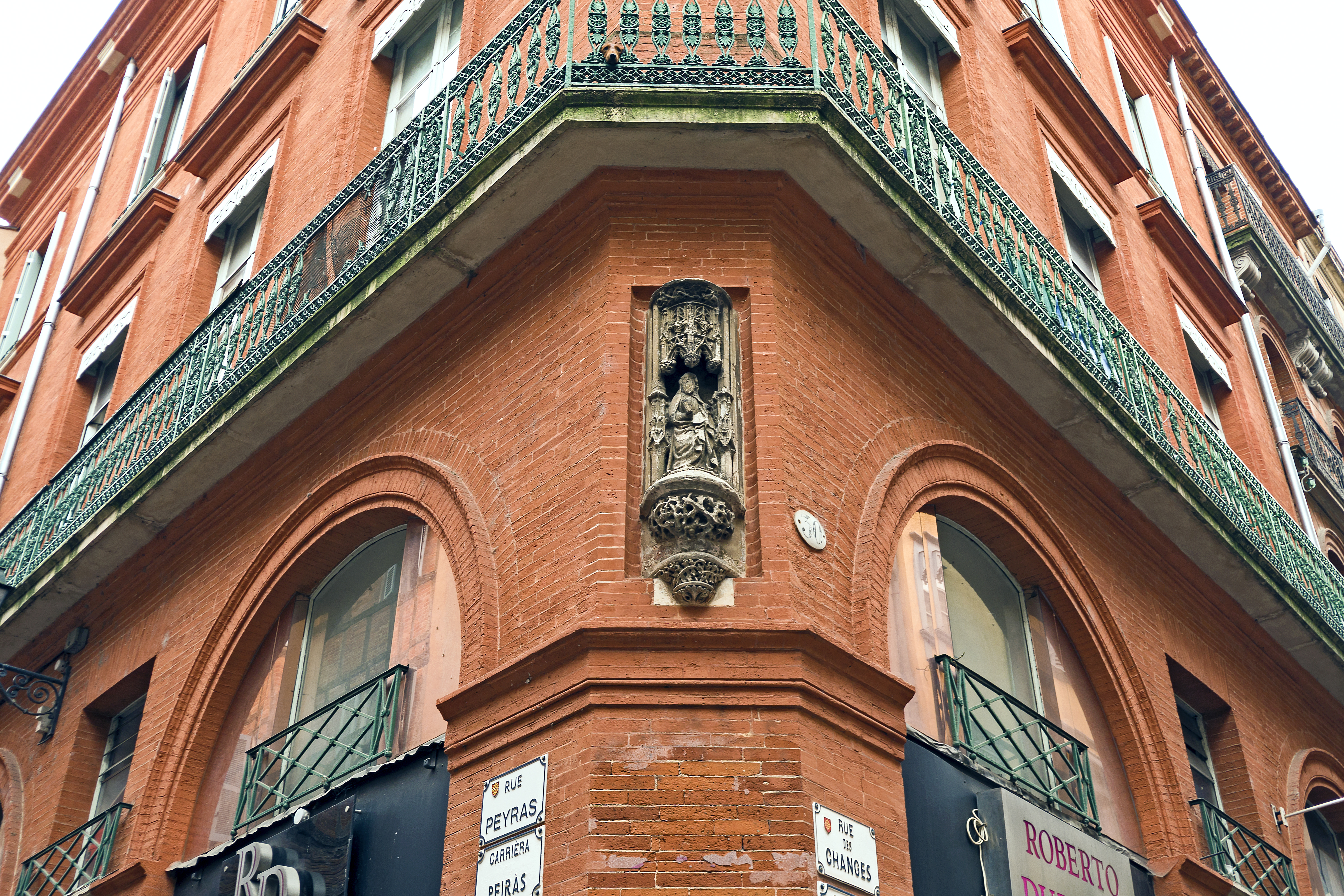
no 2 : statue gothique (1488 ou 1489) de l'ancienne maison des Prohenques.

- no  2 : immeuble.  Classé MH (1932, statuette de saint Pierre avec sa niche encastrée dans l'angle de la maison)[15]. 
Le terrain de cette maison, acheté après 1478 par Jean Prohenques, est bâti à la fin du XVe siècle, probablement entre 1488 et 1489, par Pierre Prohenques. Durant deux siècles, la maison reste dans la famille Prohenques, famille de marchands et d'aubergistes qui font fortune et dont plusieurs membres accèdent au capitoulat et au parlement. En 1512, elle passe à un autre Pierre Prohenques, marchand et capitoul en 1514-1515, en 1544 au marchand Jean Prohenques, puis en 1571 à un autre Jean Prohenques, capitoul en 1576-1577. En 1679, la maison est achetée par Bernard Rabaudy, viguier de Toulouse puis, en 1748, l'immeuble est divisé en deux parties (actuel no 28). 
L'immeuble actuel, de style néo-classique, est élevé dans le deuxième quart du XIXe siècle. À l'angle de l'édifice, une niche de style gothique, surmontée d'un dais, ornée de choux frisés et d'arcs en accolade et abritant une statue de l'apôtre Pierre, est un vestige de la maison des Prohenques[16].

- no  3 : immeuble en corondage. 
L'immeuble est construit au XVIe siècle, mais probablement remanié aux siècles suivants. La façade s'élève sur deux étages carrés et un étage ouvert par des mirandes. Le pan de bois est à grille et décharge au 1er étage et simplement à grille aux étages supérieur. Les fenêtres sont rectangulaires et possèdent un chambranle mouluré d'une grande simplicité. On remarque cependant la présence d'une moulure gothique avec une accolade sur la fenêtre gauche du 1er étage[17].

- no  5 : immeuble. 
L'immeuble, à l'architecture classique, est élevé dans la deuxième moitié du XVIIIe siècle. Le rez-de-chaussée et l'entresol sont réunis par une grande arcade de boutique voûtée en anse de panier, dont les pieds-droits et la clef sont en pierre, surmontée d'une corniche. Aux étages, les fenêtres rectangulaires sont mises en valeur par une fine moulure. Celles des deux premiers ont également des garde-corps en fer forgé[18].

- no  7 : immeuble en corondage. 
L'immeuble est construit à l'angle de la rue des Puits-Clos, probablement à la fin du XVe siècle ou au début du siècle suivant. L'élévation sur la rue Peyras, étroite, ne compte qu'une seule travée. Le pan de bois est à grille et décharge, hourdé de briques et couvert d'enduit. Les trois étages sont encadrés par des pilastres en bois aux chapiteaux corinthiens, qui soutiennent des entablements et des corniches qui servent de séparation entre les niveaux[19].

- no  9 : immeuble en corondage. 
L'immeuble est construit à l'angle de la rue des Puits-Clos, probablement au XVIe ou au XVIIe siècle. Il s'élève sur deux étages carrés et un dernier étage ouvert par des mirandes. Le pan de bois est à grille hourdé de briques[20].

- no  10 : immeuble. 
L'immeuble, construit par l'architecte Auguste Virebent dans le deuxième quart du XIXe siècle, se compose de quatre corps de bâtiment autour d'une cour centrale. La façade sur la rue Peyras se compose d'éléments architecturaux et ornementaux provenant de la fabrique Virebent. Les nouveaux procédés de taille des briques et d'ornements moulés donnent à cette élévation un style néo-Renaissance caractéristique du goût de l'époque. Elle est symétrique et comprend six travées avec trois arcades en rez-de-chaussée et trois groupes de deux baies séparés par un ordre colossal, avec des colonnes et des pilastres colossaux embrassant les 1er et 2e étages. Les modèles des bustes en terre cuite moulée proviennent du jubé Renaissance de la cathédrale de Saint-Bertrand-de-Comminges. En octobre 1873, le bâtiment sur rue est modifié par l'architecte Alexandre Laffon à la demande du propriétaire Vieussa, qui désire ajouter un 3e étage. Les travaux consistent en l'allongement des colonnes et le réaménagement de l'entablement. Les élévations sur la cour intérieures sont couvertes d'un enduit. Un oriel reposant sur une structure métallique se développe sur les 1er et 2e étages[21].